# Communauté de communes du Pays du Gois
Die Communauté de communes du Pays du Gois ist ein ehemaliger französischer Gemeindeverband mit der Rechtsform einer Communauté de communes im Département Vendée in der Region Pays de la Loire. Sie wurde am 14. Dezember 2000 unter dem Namen Communauté de communes du Marais Breton Nord gegründet und später auf seinen aktuellen Namen umbenannt. Der Gemeindeverband umfasste vier Gemeinden, der Verwaltungssitz befand sich im Ort Beauvoir-sur-Mer.

## Historische Entwicklung
Mit Wirkung vom 1. Januar 2017 fusionierte der Gemeindeverband mit der Communauté de communes du Pays de Challans und bildete so die Nachfolgeorganisation Challans-Gois Communauté.

## Ehemalige Mitgliedsgemeinden
1. Beauvoir-sur-Mer
2. Bouin
3. Saint-Gervais
4. Saint-Urbain

## Aufgaben
Zu den Aufgaben des Gemeindeverbandes zählen die Voranbringung der wirtschaftlichen Entwicklung und des Tourismus in der Region, die Abfallbeseitigung und die Unterhaltung der Kultur- und Sporteinrichtungen. Daneben werden Bebauungspläne erstellt und die Industrie- und Gewerbeparks verwaltet.